# Джеймс Пюрфой
Джеймс Брайан Марк Пюрфой (англ. James Brian Mark Purefoy; 3 червня 1964, Сомерсет) — британський актор театру і кіно.

## Біографія
Після закінчення школи, вивчав акторську майстерність у театральному училищі в Центральній школі мови і драми в Лондоні. У 1986 році він дебютував на сцені. Джеймс також грав Ромео в трагедії Шекспіра «Ромео і Джульєтта» в Лезергеді, презентації на сцені Riverside Studios у Великому Лондоні. У 1988 році він приєднався до Королівської Шекспірівської компанії.
Актор створив роль загадкового Едварда, Чорного принца Уельського в пригодницькій романтичній комедії Історія лицаря. Фільм 2003 року Останній постріл (англ. Photo Finish), де актор знімався отримав приз журі на кінофестивалі в Темекулі, Каліфорнія. У серіалі Рим з'явився як Марк Антоній.

## Фільмографія
| Рік  |   | Українська назва             | Оригінальна назва     | Роль                                        |
| ---- | - | ---------------------------- | --------------------- | ------------------------------------------- |
| 1995 | ф | Останнє літо кохання         | Feast of July         | Джед Уенрайт                                |
| 1997 | ф | Джо                          | Jilting Joe           | Джо                                         |
| 1998 | ф | Спальні та передпокої        | Bedrooms and Hallways | Брендан                                     |
| 1999 | ф | Менсфілд-парк                | Mansfield Park        | Том Бертрам                                 |
| 1999 | ф | Брудні розмови жінок         | Women Talking Dirty   | Деніел                                      |
| 1999 | ф | Демон ночі                   | Lighthouse            | Річард Спейдер                              |
| 2000 | ф | Все можливо, лялечко!        | Maybe Baby            | Карл Фіпс                                   |
| 2001 | ф | Історія лицаря               | A Knight's Tale       | Едвард, принц Вельський (сер Томас Колвілл) |
| 2002 | ф | Оселя зла                    | Resident Evil         | Паркс Спенсер                               |
| 2004 | ф | Джордж та дракон             | George and the Dragon | Джордж                                      |
| 2004 | ф | Прокляті                     | Blessed               | Крейг Говард                                |
| 2004 | ф | Ярмарок марнославства        | Vanity Fair           | Родон Кроулі, чоловік Ребеки                |
| 2009 | ф | Соломон Кейн                 | Solomon Kane          | Соломон Кейн                                |
| 2011 | ф | Залізний лицар               | Ironclad              | Томас Маршал                                |
| 2012 | ф | Джон Картер: між двох світів | John Carter           | Кантос Кан                                  |
| 2012 | ф | Річард II                    | Richard II            | Томас Моубрей                               |
| 2015 | ф | Прискорення                  | Momentum              | Вашингтон                                   |
| 2016 | ф | Висотка                      | High-Rise             | Панборн                                     |